# Мангус, Инга
Инга Юханнесовна Мангус (род. 28 февраля 1965) — автор учебников русского языка как иностранного, а также эстонского языка как иностранного. Директор и основатель Института Пушкина в Таллинне (Эстония). Председатель эстонской ассоциации преподавателей русского языка и литературы. Автор, идейный вдохновитель и организатор множества ставших уже традиционными мероприятий как для молодежи (интеллектуальный лагерь «Фабрика мысли», «Фестиваль Русской речи», «Эстафета русского языка» и др.), так и для взрослых («Пушкинская премия», «Республиканская конференция учителей РКИ» и т. п.).

## Биография
Родилась 28 февраля 1965 года в городе Таллинне (Эстония).
Мать — Инна Мангус, известный педагог и психолог, окончила Тартуский университет, преподавала в Таллиннском педагогическом институте.
Муж — Андрей Красноглазов, доктор философских наук, автор книги «Сервантес» в серии ЖЗЛ (Жизнь замечательных людей).
Дочь — Катрийн Мангус, магистр MBA, закончила Тартуский университет.
Дочь — Аннетт Мангус, бакалавр социальной педагогики, закончила Тартуский университет.
По окончании Тартуского университета училась в аспирантуре Государственного института русского языка им. А. С. Пушкина (защитила диссертацию в 1993 году). Там же защитила докторскую диссертацию, получив в 2001 году степень доктора педагогических наук. Всю свою профессиональную деятельность посвятила русскому языку как иностранному. Название её научной монографии «Как изучать иностранный язык».
Область научных интересов- методика преподавания РКИ, психолингвистика, когнитивистика.
Общий стаж преподавательской работы с 1988 по сегодняшний день.

## Детство и юность
Училась в 26 средней школе (с английским уклоном) города Таллинна (Эстония) с 1972 по 1982 год. Окончила школу с баллом 4,75.
В 1982 году поступила в Тартуский университет (Эстония), который окончила в 1988 году. Первый учебник по РКИ «Пишите нам» стал дипломной работой в университете. Сразу после окончания университета была распределена на кафедру методики Тартуского университета (под руководством Антидея Метса). На кафедре проработала 2 года, преподавала русский язык иностранным и эстонским студентам. В то же время работала в гимназии Трефнера (Тарту), преподавала русский язык эстонским учащимся. Во время работы на кафедре написала второй учебник по РКИ «Приглашаем к разговору» в соавторстве с научным руководителем Антидея Метса.
В 1990 году поступила в аспирантуру Государственного института им. А. С. Пушкина (Москва, Россия). Писала кандидатскую работу под руководством профессора М. Н. Вятютнева, известного на весь мир методиста, автора учебников РКИ. Окончила аспирантуру, досрочно защитившись, в 1993 году.
По окончании аспирантуры вернулась в Таллинн. Выпустила третий учебник по РКИ «Я и Ты, Ты и Я» и учебник-хрестоматию по литературному чтению по РКИ «Формула русской души» в соавторстве с Андреем Красноглазовым.
В 2001 году издала монографию «Как учить иностранный язык» и защитила докторскую диссертацию в Государственном институте им. А. С. Пушкина (Москва, Россия) на тему: Стратегии овладения языком и развития приёмов познавательной деятельности как реализация когнитивного подхода в учебнике русского языка как иностранного (на примере учебников в эстонской школе). Официальные оппоненты: Изаренков Д. И., Михалкина И. В., Лейчик В. М.
С 2002 по 2008 год выпускала серию самых популярных учебных комплектов (учебник, рабочая тетрадь, книга для учителя, контрольные работы) по РКИ в Эстонии для эстонских школ — «Быстро и весело» (6 — 12 классы).
В 2003 году совместно с Андреем Красноглазовым основала Таллинский Институт Пушкина и объединила учителей в самую крупную организацию русистов Республики — Эстонскую ассоциацию преподавателей русского языка и литературы — ЭстАПРЯЛ (более 200 учителей русского языка).
С 2009 года начала писать (в соавторстве с ученицей, подругой и коллегой Мерге Симмуль) учебники эстонского языка. Сначала это были учебники для взрослых — Tere! Tere jälle! Tere taas! Затем появилась серия учебников для школ: Minu eesti keel (1-9 классы) и детских садов. За учебник для детского сада авторы получили благодарственное письмо от президента Эстонской республики Керсти Кальюлайд.
С 2016 года начала выходить серия инновативных учебников РКИ под броским названием «Давай!» (6-9 классы, гимназия). В комплект входит печатный учебник, рабочая тетрадь, книга для учителя, электронная среда (с электронными заданиями, контрольными работами, презентациями и многим другим).

## Личная жизнь
Вышла замуж во время учёбы в аспирантуре (в 1992 году) за преподавателя Государственного института им. А. С. Пушкина, аспиранта Института мировой литературы Андрея Красноглазова.
Вместе с мужем вернулась после аспирантуры в родной город Таллинн, где родила в 1993 году первого ребёнка — дочь Катрийн.
В 1997 году родила вторую дочь — Аннетт.
Обе девочки учились в Таллиннской 21 средней школе и окончили Тартуский университет.

## Награды
Отмечена благодарственными письмами Министра образования и науки Эстонии, президента республики Эстонии, Посла России в Эстонии, лауреат премии «Благовест», лауреат премии имени Северянина, награждена Международной ассоциацией преподавателей русского языка и литературы (МАПРЯЛ) медалью А. С. Пушкина .

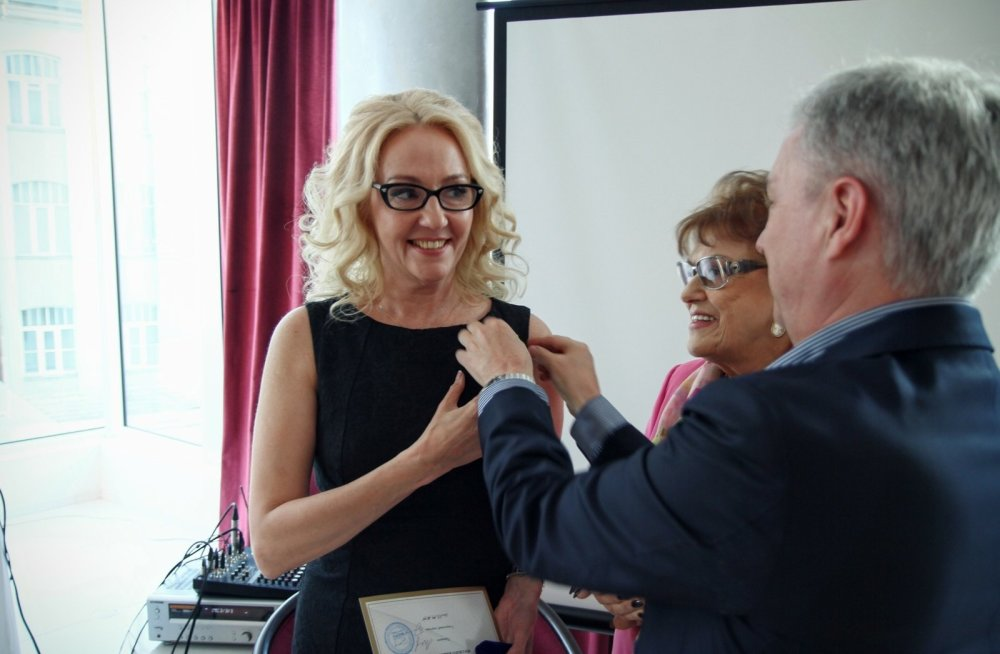
Преподавателя русского языка и литературы Ингу Мангус наградили медалью ”Пушкина”

## Труды
Перечень основных работ:
1. Учебник русского языка для эстонских школ «Пишите нам!», Tallinn 1991.
2. Учебник русского языка для эстонских школ «Приглашаем к разговору», Tallinn 1991, 1996.
3. Учебник и рабочая тетрадь по русскому языку для эстонских школ «Я и ты, ты и я», Tallinn, 1997, 1998, 1999, 2000.
4. Литературное чтение по русскому языку для средней школы «Formula russkoi dushi», Tallinn, 1999.
5. Монография «Как учить иностранный язык», Москва, 1999.[5]
6. Учебник русского языка, рабочая тетрадь, книга для учителя, контрольные работы и CD для 6 классов эстонских школ «Быстро и весело». Таллин, 2002, 2008
7. Учебник русского языка, рабочая тетрадь, книга для учителя, контрольные работыи CD для 7 классов эстонских школ"Быстро и весело". Таллин, 2003, 2009
8. Учебник русского языка, рабочая тетрадь, книга для учителя, контрольные работыи CD для 8 классов эстонских школ"Быстро и весело". Таллин, 2004
9. Учебник русского языка, рабочая тетрадь, книга для учителя, контрольные работыи CD для 9 классов эстонских школ"Быстро и весело". Таллин, 2005
10. Учебник русского языка, рабочая тетрадь, книга для учителя, контрольные работыи CD для 10 классов эстонских школ"Быстро и успешно". Таллин, 2006
11. Учебник русского языка, рабочая тетрадь, книга для учителя, контрольные работыи CD для 11 классов эстонских школ"Быстро и успешно". Таллин, 2007
12. Учебник русского языка, рабочая тетрадь, книга для учителя, контрольные работыи CD для 12 классов эстонских школ"Быстро и успешно". Таллин, 2008
13. Учебник русского языка «Русский бизнес-язык». Таллин, 2008
14. Учебник русского языка для взрослых (начинающих и продолжающих). Таллин, 2008
15. Учебник эстонского языка для начинающих «Tere» (на базе русского языка). Tallinn, 2009
16. Учебник эстонского языка для продолжающих «Tere jälle!» (на базе русского языка). Tallinn, 2010
17. Учебник русского языка для русских детей из эстонских школ «Tere, русский язык!». Таллин, 2010
18. Учебник эстонского языка для начинающих"Tere" (на базе английского языка). Tallinn, 2011
19. Учебник эстонского языка для русских школ «Minu eesti keel». 1 klass. Tallinn, 2012
20. Учебник эстонского языка для продолжающих «Tere jälle!» (на базе английского языка). Tallinn, 2012
21. Учебник эстонского языка для русских школ «Minu eesti keel». 2 klass. Tallinn, 2013.
22. Учебник русского языка для русских детей из эстонских школ «Tere, русский язык-2!». Таллин, 2013
23. Учебник эстонского языка для русских школ «Minu eesti keel». 3 klass. Tallinn, 2014.
24. Учебник эстонского языка для русских школ «Minu eesti keel». 4 klass. Tallinn, 2015
25. Учебник эстонского языка для взрослых «Tere taas!» (на базе русского языка). Tallinn, 2015
26. Учебник эстонского языка для русских школ «Minu eesti keel». 5klass. Tallinn, 2016
27. Учебник русского языка, рабочая тетрадь, книга для учителя, электронная среда для 6 классов эстонских школ «Давай[6]!». Таллин, 2016
28. Учебник эстонского языка для русских школ «Minu eesti keel». 6 klass. Tallinn, 2017
29. Учебник русского языка, рабочая тетрадь, книга для учителя, электронная среда для 7 классов эстонских школ"Давай!". Таллин, 2017
30. Учебник эстонского языка для русскоязычных дошкольников «Minu eesti keel». Tallinn, 2017
31. Учебник русского языка для эстоноязычных дошкольников «Мой русский язык». Tallinn, 2017
32. Учебник английского языка для эстонских дошкольников «Minu inglise keel». Tallinn, 2017
33. Учебник эстонского языка для русских школ «Minu eesti keel». 7 klass. Tallinn, 2018
34. Учебник русского языка, рабочая тетрадь, книга для учителя, электронная среда для 8 классов эстонских школ"Давай!". Таллин, 2018
35. Учебник эстонского языка для русских школ «Minu eesti keel». 8 klass. Tallinn, 2019
36. Учебник русского языка, рабочая тетрадь, книга для учителя, электронная среда для 9 классов эстонских школ"Давай!". Таллин, 2019